# Kids Zone
Kids Zone war ein vier-wöchentlich erscheinendes, deutschsprachiges Magazin der Computec Media, welches sich mit Anime, Manga, Videospielen und Sammelkarten für Kinder beschäftigte. Schwerpunkt lag dabei auf den Anime-Serien, die von RTL II ausgestrahlt werden. Die letzte Ausgabe erschien im Dezember 2011. Das Online-Portal kidszone.de wurde nach der Einstellung des Printmagazines ebenfalls geschlossen. Chefredakteurin war Silke Menne.
Die Kids Zone erschien ab April 2000 monatlich, ab August 2000 bis Ende 2010 14-täglich und 2011 alle vier Wochen, also 13-mal im Jahr. Sie beschäftigte sich mit Serien wie Naruto, Pokémon, Yu-Gi-Oh!, Dragonball, One Piece und Digimon. Zielgruppe waren 6- bis 13-Jährige, hauptsächlich Jungen. Im Laufe der Jahre ist die Auflage des Magazins zurückgegangen. So lag die gedruckte Auflage zuletzt bei 40.000, die Reichweite bei 70.000 bis 120.000 Exemplaren pro Ausgabe. Jede Ausgabe enthielt zudem mindestens ein Extra, zum Beispiel zwei Karten für Yu-Gi-Oh!. Die Kids Zone umfasste 52 Seiten und kostete 2,99 Euro (Stand Mai 2009). Neben den normalen Einzelheften gab es limitierte, so genannte Premium-Ausgaben mit Zusatz-Heften und -Extras für 3,60 Euro, verpackt in Silbertüten, sowie unregelmäßig auch Spiele-Sonderhefte namens Kids Gamer.